# A. J. P. Taylor
Alan John Percivale Taylor (Birkdale, 25 marzo 1906 – Londra, 7 settembre 1990) è stato uno storico, giornalista e presentatore televisivo britannico.

## Biografia
Insegnò storia moderna all'Università di Oxford, specializzandosi sulla storia della diplomazia europea del diciannovesimo e ventesimo secolo. Divenne popolarissimo, inoltre, grazie alle sue apparizioni televisive, in cui si segnalava per il rigore accademico e per il fascino del suo racconto
Laburista, collaborò ai seguenti giornali: il New Statesman and Nation, il Sunday Express e l'Observer.

## Pensiero
I suoi studi si segnalarono per l'anticonformismo delle interpretazioni. Nel saggio Storia della Germania egli intese dimostrare come il popolo tedesco fosse inevitabilmente portato al nazismo. L'opera provocò le proteste di alcuni recensori che videro in essa un'ostile requisitoria contro l'intera Germania.
Per Taylor, lo storico, a differenza del politico, non si occupa di rimedi. In un'intervista egli affermò che la storia è un'arte affascinante, ma non è vero che insegni a valutare il futuro attraverso l'analisi del passato e che lo studio della storia non rende gli uomini più cauti, ma solo più umili, in quanto mostra che le scale di valori cambiano a seconda delle epoche storiche.

## Opere
- The Italian Problem in European Diplomacy, 1847–1849, 1934.
- Germany's First Bid for Colonies 1884–1885: a Move in Bismarck's European Policy, 1938.
- La monarchia asburgica, 1809-1918 (The Habsburg Monarchy, 1809-1918, Iª ed. 1941; rivista nel 1948 e 1966), traduzione di Michele Lo Buono, Introduzione di Francesca Sanvitale, Collana Oscar Biografie e Storia n.14, Milano, Mondadori, 1985. - Collana Oscar Storia n.70, Mondadori, 1993.
- Storia della Germania. Da Carlo Magno a Hitler (The Course of German History: a Survey of the Development of Germany since 1815, 1945; 1962), trad. Alberto Acquarone, Collana Piccola Biblioteca n.26, Longanesi, Milano, 1945 - Collezione I Libri Pocket n.281, Longanesi, 1971-1980
  - Storia della Germania, Collana Biblioteca di Cultura moderna, Laterza, Bari, 1963.
- L'Europa delle Grandi Potenze. Da Metternich a Lenin (The Struggle for Mastery in Europe 1848-1918, 1954), traduzione di E. Bianchi, Collezione Storica, Bari, Laterza, 1961.
- Trieste, London: Yugoslav Information Office, 1945, pp. 32.
- Con R. Reynolds, British Pamphleteers, 1948.
- Con Alan Bullock, A Select List of Books on European History, 1949.
- From Napoleon to Stalin, 1950.
- Rumours of Wars, 1952.
- Bismarck. L'uomo e lo statista (Bismarck. The Man and the Statesman, 1955), trad. Francesca Socrate, Collana Storia e Società, Laterza, Roma-Bari, Iª ed. 1988, ISBN 978-88-7994-053-5; Collana Biblioteca Universale, Laterza, Roma, 2004, ISBN 978-88-420-7184-6.
- Englishmen and Others, 1956.
- Con Sir Richard Pares, Essays Presented to Sir Lewis Namier, 1956.
- The Trouble Makers: Dissent over Foreign Policy, 1792–1939, 1957.
- Lloyd George, 1961.
- Le origini della seconda guerra mondiale (The Origins of the Second World War, 1961), trad. Luciano Bianciardi, Collana Libri del tempo, Laterza, Bari, Iª ed. 1961; nuova pref. dell'autore, Collana Universale, Laterza, Iª ed. 1965 - IVª ed. 1975; Collana Biblioteca Universale, 1987; Collana Economica n.75, Laterza, Roma, 2006, ISBN 978-88-420-4855-8.
- The First World War: an Illustrated History, 1963.
- Politics in Wartime, 1964.
- Storia dell'Inghilterra contemporanea (English History, 1914-1945 - Volume XV of the Oxford History of England, 1965), 2 voll., trad. Lucia Biocca Marghieri, Collana Storica, Laterza, Bari, Iª ed. 1968; Collana Universale n.323-324, Laterza, Bari, Iª ed. 1975.
- From Sarajevo to Potsdam, 1966.
- From Napoleon to Lenin, 1966.
- Europe: Grandeur and Decline, 1967.
- War by Timetable, 1969, ISBN 0-356-02818-6.
- Churchill Revised: A Critical Assessment, 1969.
- Storia della Prima Guerra Mondiale, Ist. Geografico De Agostini, Novara, 1963-1969
- Beaverbrook, 1972, ISBN 0-671-21376-8
- Storia della Seconda Guerra Mondiale (A History of World War Two, 1974), Collana Universale Paperbacks n.242, Il Mulino, Bologna, 1984.
- "Fritz Fischer and His School," The Journal of Modern History, Vol. 47, No. 1, March 1975
- The Second World War: an Illustrated History, 1975.
- The Last of Old Europe: a Grand Tour, 1976, 1984, ISBN 0-283-99170-4.
- Essays in English History, 1976, ISBN 0-14-021862-9.
- "Accident Prone, or What Happened Next," The Journal of Modern History, Vol. 49, No. 1, March 1977
- The War Lords, 1977.
- The Russian War, 1978.
- How Wars Begin, 1979, ISBN 0-689-10982-2.
- Politicians, Socialism, and Historians, 1980.
- Revolutions and Revolutionaries, 1980.
- A Personal History, 1983.
- An Old Man's Diary, 1984.
- How Wars End, 1985.
- Letters to Eva: 1969–1983, a cura di Eva Haraszti Taylor, 1991.
- From Napoleon to the Second International: Essays on Nineteenth-century Europe, 1993.
- From the Boer War to the Cold War: Essays on Twentieth-century Europe, 1995, ISBN 0-241-13445-5.
- Struggles for Supremacy: Diplomatic Essays by A.J.P. Taylor, a cura di Chris Wigley, Ashgate, 2000, ISBN 1-84014-661-3.